# Рідер (Арканзас)
Рідер (англ. Reader) — переписна місцевість (CDP) в США, в округах Вошіта і Невада штату Арканзас. Населення — 40 осіб (2020).

## Географія
Рідер розташований за координатами 33°45′6″ пн. ш. 93°6′4″ зх. д. / 33.75167° пн. ш. 93.10111° зх. д. (33.751610, -93.101184).  За даними Бюро перепису населення США в 2010 році переписна місцевість мала площу 6,06 км², з яких 6,05 км² — суходіл та 0,00 км² — водойми.

## Демографія
Згідно з переписом 2010 року, у переписній місцевості мешкало 66 осіб у 23 домогосподарствах у складі 18 родин. Густота населення становила 11 особа/км².  Було 34 помешкання (6/км²). 
Расовий склад населення:
| - 48,5 % — білих - 42,4 % — чорних або афроамериканців - 7,6 % — азіатів |

До двох чи більше рас належало 1,5 %. Іспаномовні складали 0,0 % від усіх жителів.
За віковим діапазоном населення розподілялося таким чином: 31,8 % — особи молодші 18 років, 65,2 % — особи у віці 18—64 років, 3,0 % — особи у віці 65 років та старші. Медіана віку мешканця становила 30,5 року. На 100 осіб жіночої статі у переписній місцевості припадало 106,2 чоловіків;  на 100 жінок у віці від 18 років та старших — 114,3 чоловіків також старших 18 років.
Цивільне працевлаштоване населення становило 0 осіб. 